# Klášter (Nová Bystřice)
Klášter (německy Kloster) je malá vesnice, část města Nové Bystřice v okrese Jindřichův Hradec v Jihočeském kraji. Leží na Landštejnsku na úpatí Českomoravské vrchoviny v jihovýchodních Čechách. Evidenční část obce Klášter je tvořena třemi osadami: Klášter I, Klášter II a Mýtinky.
Části Klášter I a Klášter II leží na silnici z Nové Bystřice do Slavonic, zatímco Mýtinky leží v lesích mezi Klášterem I a státní hranicí. Celá oblast byla v minulosti součástí tzv. hraničního pásma s kontrolou pohybu osob.
Zdaleka viditelná a nepřehlédnutelná budova kostela Nejsvětější Trojice tvoří dominantu Kláštera I, kolem které se nachází několik domů starobylé osady. Tu od Kláštera II odděluje Klášterský rybník a louky.

## Historie

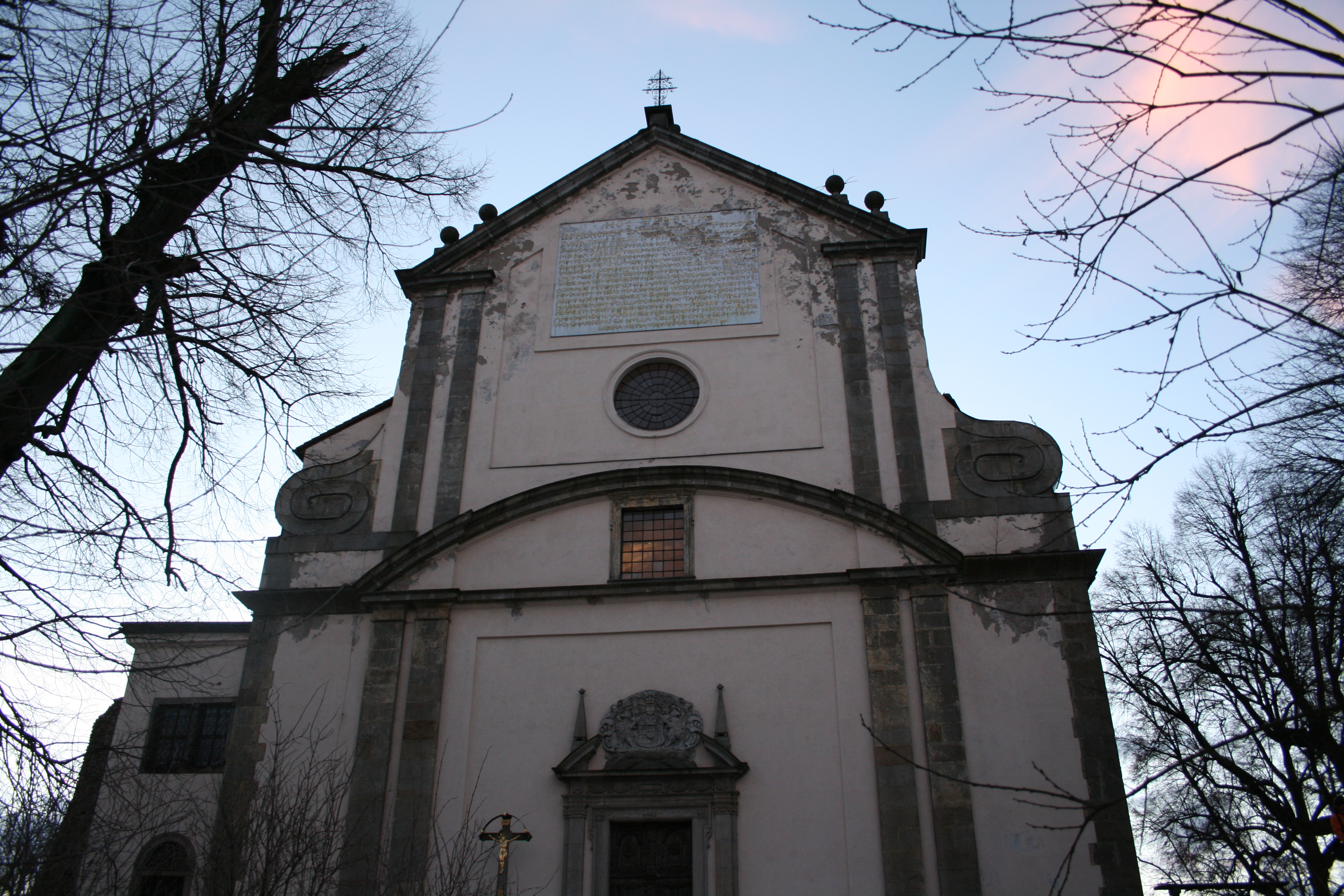
Pohled na vstupní bránu

V místě pozdějšího kostela vytékaly tři prameny, které dostaly pověst zázračných. Protože sem chodilo mnoho lidí, v roce 1493 zde řád paulánů postavil první budovu. V roce 1501, ze kterého pochází první písemná zmínka, Kunrát z Krajku vybudoval vedle dům zvaný „Sana cella“. Roku 1507 byl postaven poutní kostel. Klášter i s kostelem byl v roce 1533 přepaden, vypálen a řeholníci povražděni, údajně příslušníky sekty novokřtěnců.
V pobělohorském období Adam Pavel Slavata, pán na Bystřici, roku 1626 na Klášter opět povolal řeholníky (přišli z Burgundska) a nechal vystavět kostel s klášterem znovu, podle plánů, které roku 1668 vypracovali italští architekti Giovanni Domenico Orsi de Orsini a Francesco Caratti.
Do dnešního dne zůstal z tohoto konventu paulánů pouze stavebně cenný kostel Nejsvětější Trojice, budovaný od roku 1668 Orsim, zasazený do půvabné rybniční krajiny.
Za josefínských reforem byl klášter zrušen. Klášterní budovy obdivovali turisté až do padesátých let 20. století, pak byly zbořeny. Zůstal jen kostel s boční chodbou, vedle kostela volně vytéká pramen vody.

## Obyvatelstvo
| Rok            | 1869 | 1880 | 1890 | 1900 | 1910 | 1921 | 1930 | 1950 | 1961 | 1970 | 1980 | 1991 | 2001 | 2011 | 2021 |
| -------------- | ---- | ---- | ---- | ---- | ---- | ---- | ---- | ---- | ---- | ---- | ---- | ---- | ---- | ---- | ---- |
| Počet obyvatel | 688  | 703  | 626  | 550  | 490  | 430  | 366  | 199  | 132  | 101  | 73   | 40   | 49   | 48   | 46   |
| Počet domů     | 77   | 84   | 83   | 78   | 78   | 77   | 78   | 51   | 32   | 27   | 23   | 36   | 38   | 41   | 40   |

## Obecní správa
Při sčítání lidu v letech 1850–1868 Klášter byl samostatnou obcí v okrese Jindřichův Hradec. V letech 1869–1949 byl osadou obce Konrač (nyní Klášter II), ale v letech 1950–1971 byla uváděna znovu jako obec v okrese Jindřichův Hradec. Od 26. listopadu 1971 do 31. prosince 1975 byl částí obce Albeř v okrese Jindřichův Hradec, kdy se konaly obecní volby. Od 1. ledna 1976 je částí města Nová Bystřice v okrese Jindřichův Hradec.

## Pamětihodnosti
- Barokní kostel Nejsvětější Trojice ze 17. století stojí na místě původního vypáleného kostela s klášterem, je zasazen do rybniční oblasti a dominuje celému okolí. V těsné blízkosti kostela leží Klášterský rybník, směrem na východ v části Klášter II se nachází Konračský rybník, a opodál rybník Osika.
  - Pod mohutným oltářem s postavami českých patronů v nadživotních velikostech a centrálním obrazem zobrazující Kristovu rodinu s Nejsvětější Trojicí z roku 1681 se nachází soutok tří léčivých pramenů stékajících se v potůček, který vyvěrá na povrch v blízkosti kostela jako studánka. V legendách se mluví o moci pramenů, které mají mít léčivé účinky na oči.
  - Nejvýznamnější památkou v kostele je Strom života. Je to dřevořezba z jednoho kusu dřeva neznámého autora datovaná k roku 1720. Nyní je Strom života vystaven v Muzeu Jindřichohradecka v Jindřichově Hradci.
  - Kněžiště je u většiny kostelů orientováno na východ, ale v tomto kostele je neobvykle obrácen na západ.
- Severně od kostela je další klášterní rybník Osika (68 hektarů), založený v 16. století a dříve nazývaný Ospava nebo Asp (zkratka Abbatia sancti Pauli), jehož břehy slouží také k letní rekreaci (veřejný autokempink a výcvikový areál Univerzity Karlovy). Je největším rybníkem v bývalém okrese nová Bystřice.
- V době totalitního režimu byl klášter velice znehodnocen a zanedbáván. Jeho prostory byly údajně využívány i jako sklady.

### Program záchrany architektonického dědictví
V rámci Programu záchrany architektonického dědictví bylo v letech 1995–2014 na opravu památky čerpáno 7 725 000 korun.
| rok    | 1997  | 1998  | 1999 | 2000 | 2001  | 2002 | 2003 | 2004 |
| ------ | ----- | ----- | ---- | ---- | ----- | ---- | ---- | ---- |
| částka | 1 400 | 2 200 | 800  | 0    | 1 395 | 700  | 700  | 530  |